# Черемшанка (Єльцовський район)
Черемша́нка (рос. Черемшанка) — село у складі Єльцовського району Алтайського краю, Росія. Адміністративний центр та єдиний населений пункт Черемшанської сільської ради.

## Населення
Населення — 348 осіб (2010; 480 у 2002).
Національний склад (станом на 2002 рік):
- росіяни — 96 %